# Distrito de Lahaul y Spiti
Lahul y Spiti es un distrito de la provincia (estado) de Himachal Pradesh en la India. Consiste de dos distritos que previamente estaban separados: Lahul y Spiti. La capital actual es Keylong, en Lahul. Antes de que los dos distritos se juntaran, 
Kardang era la capital de Lahul, y Dankar la capital de Spiti. La población es de 34 000 habitantes (2002).
En este distrito se encuentran las fuentes del río Chenab.

## Galería

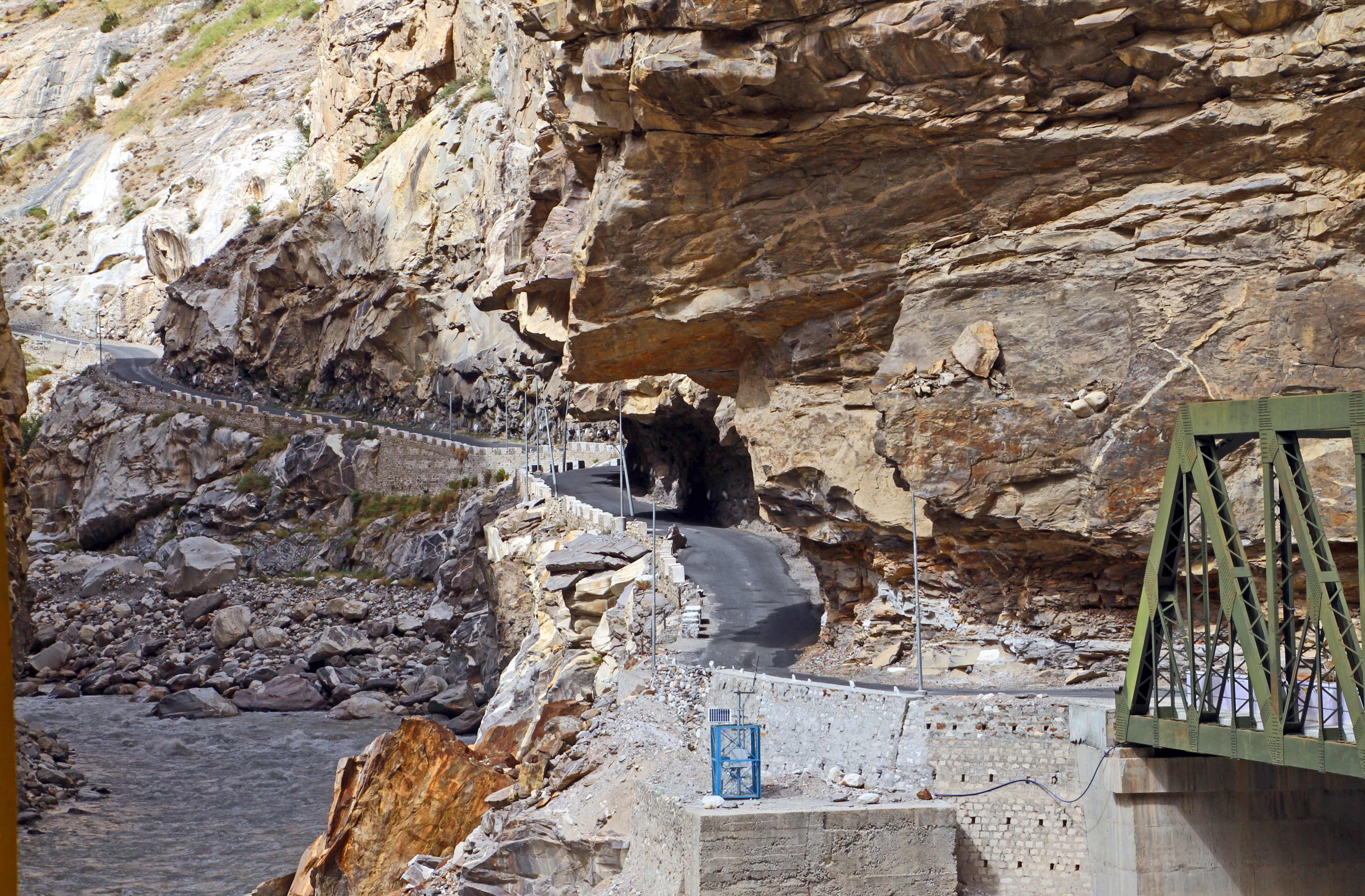
NH 505
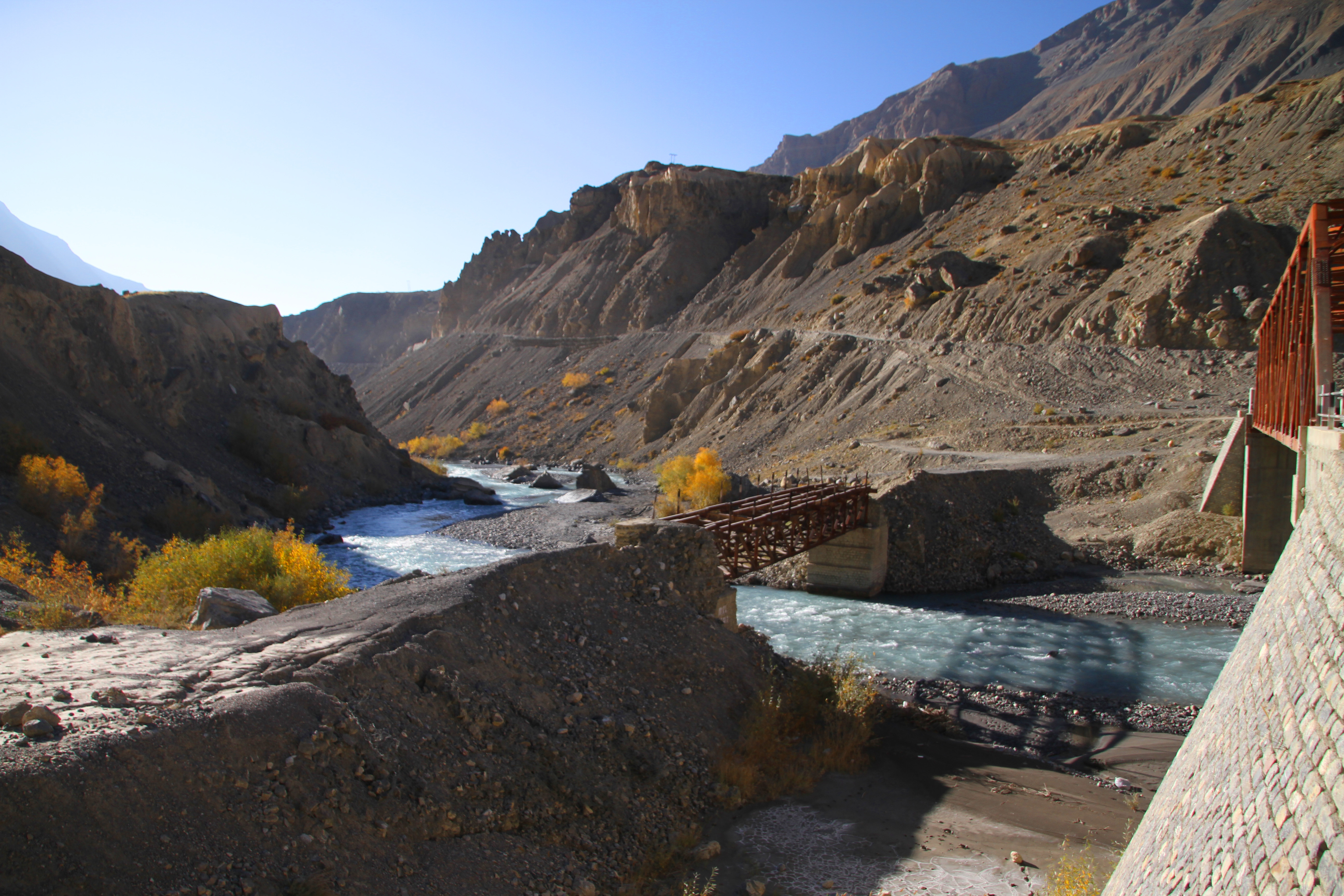
Spiti río
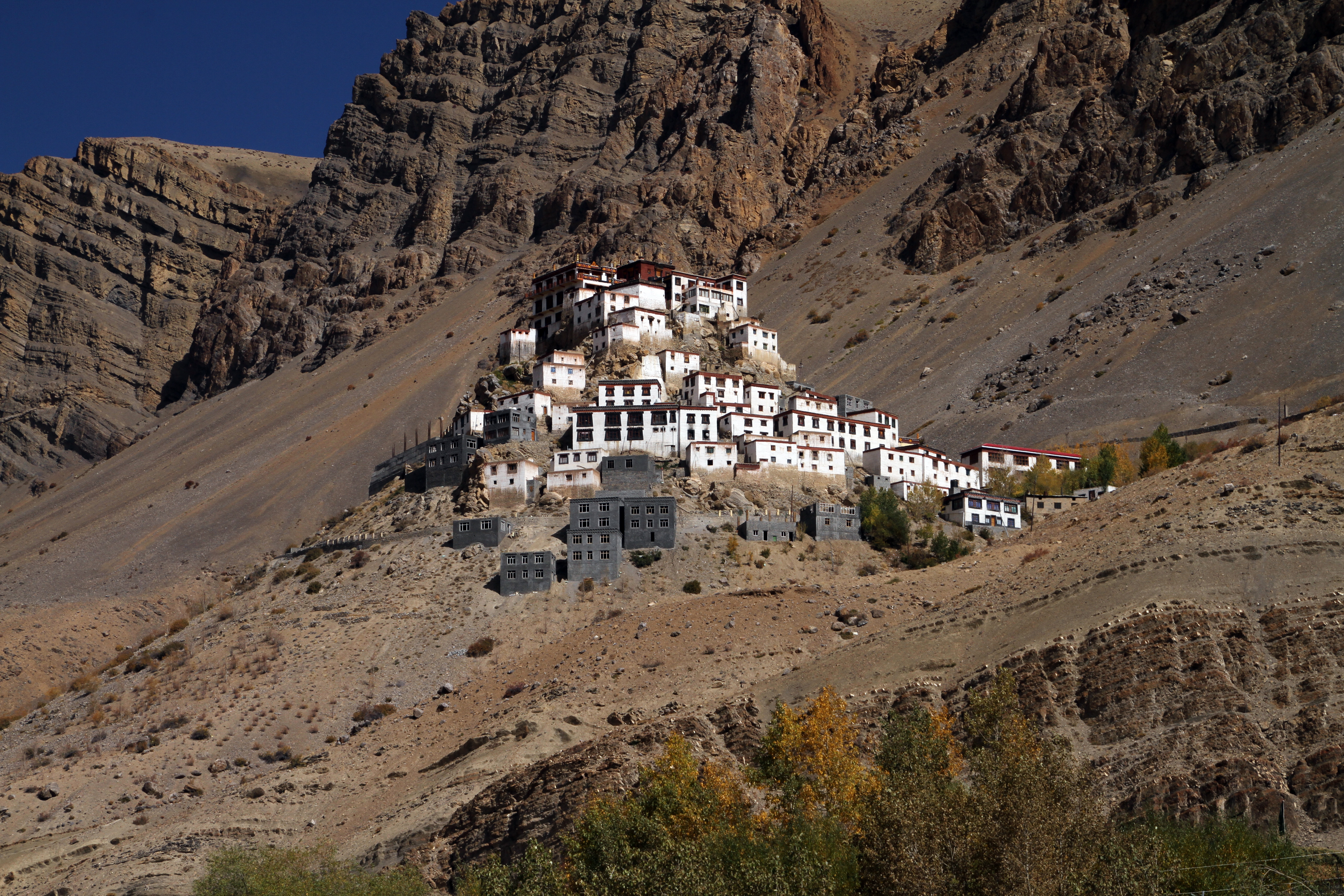
Kye Gompa
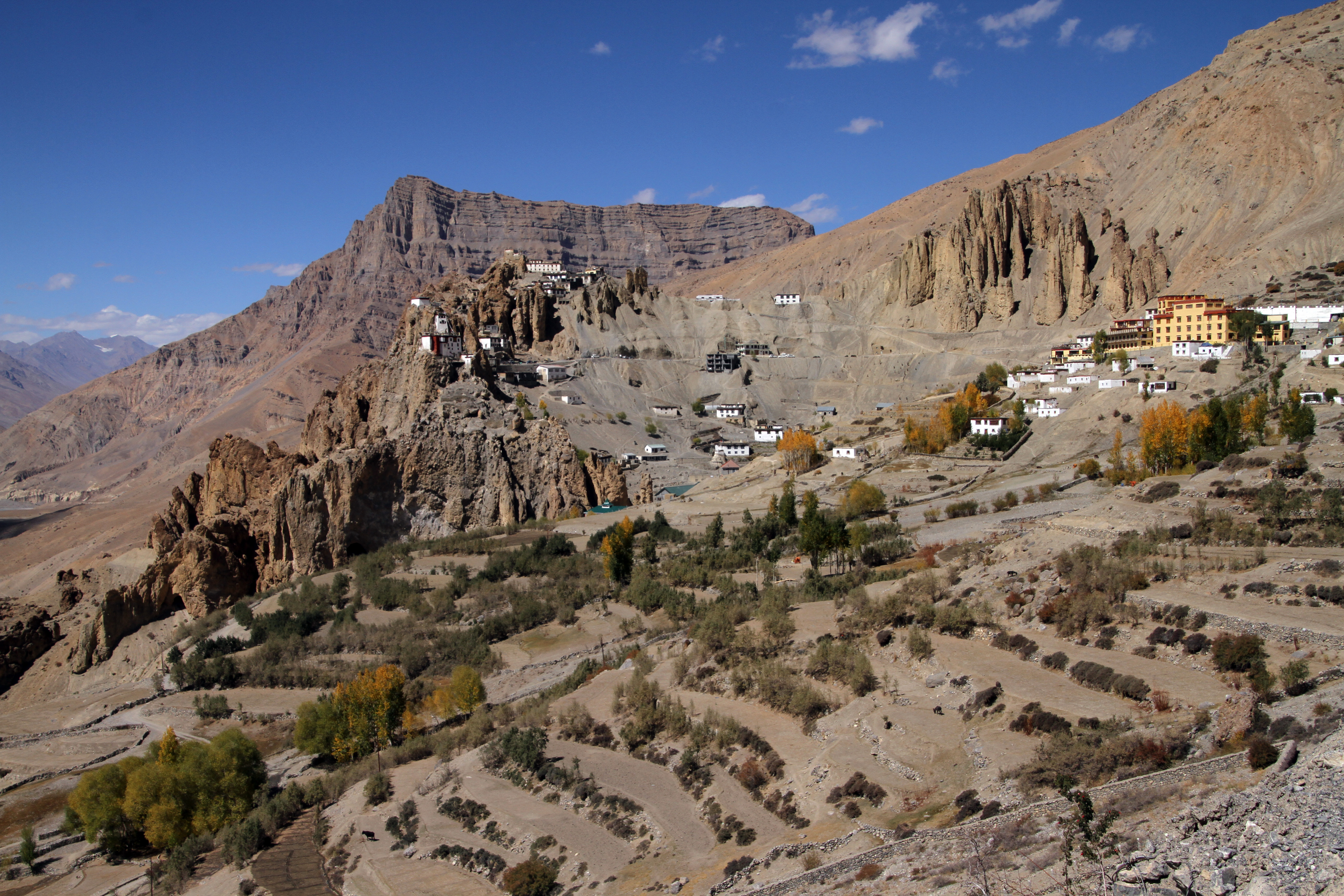
Dhankar Gompa
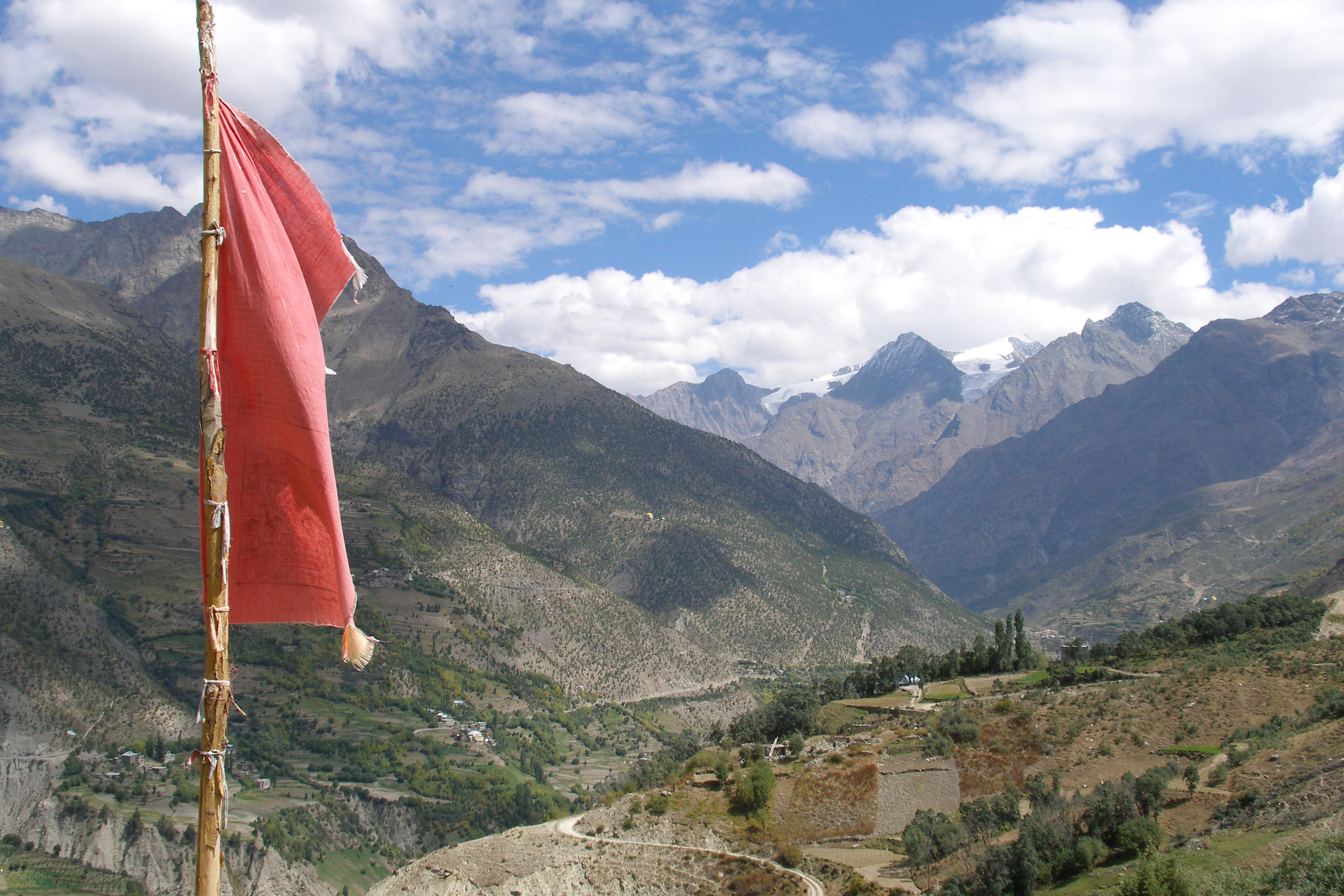
Bhaga
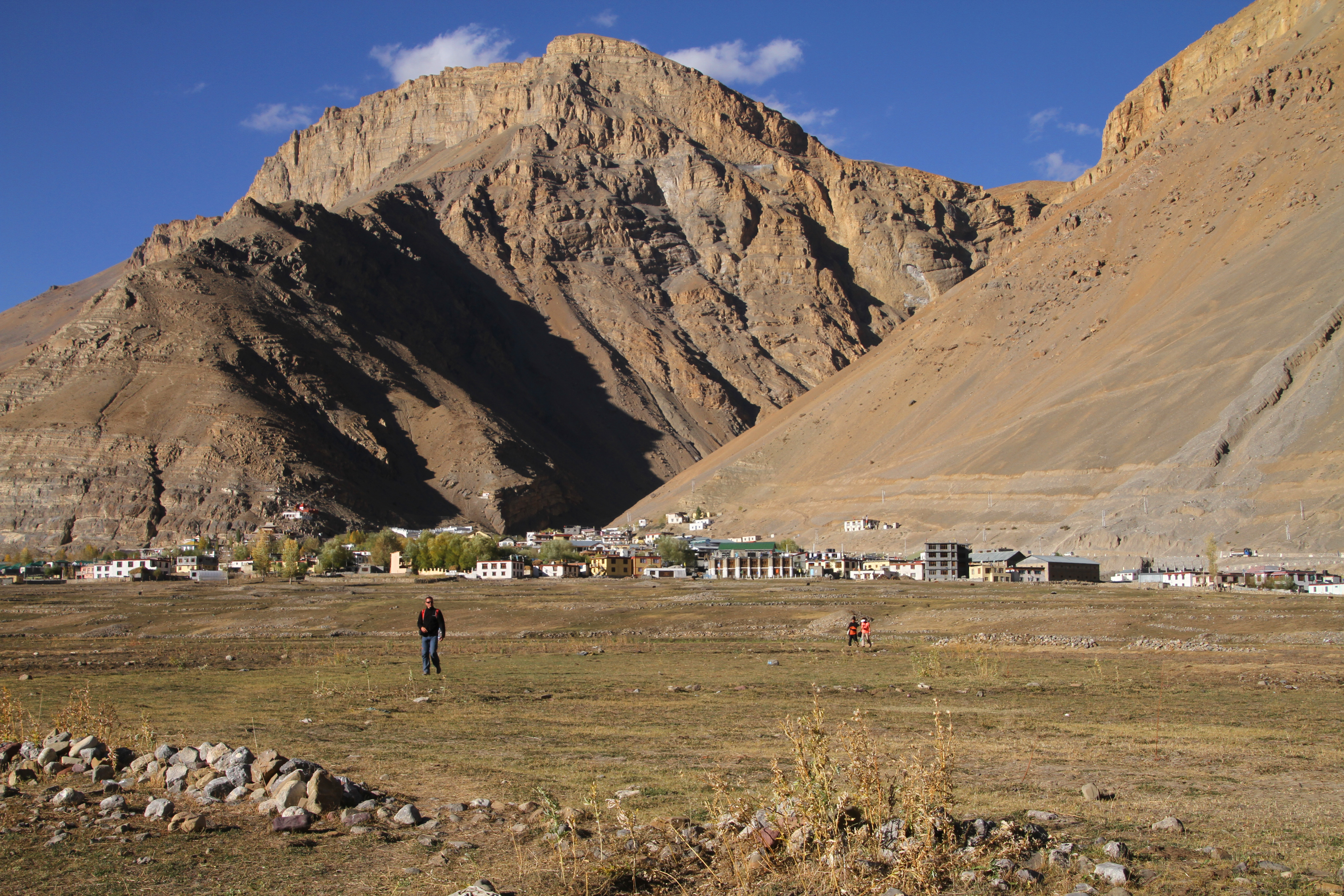
Kaza
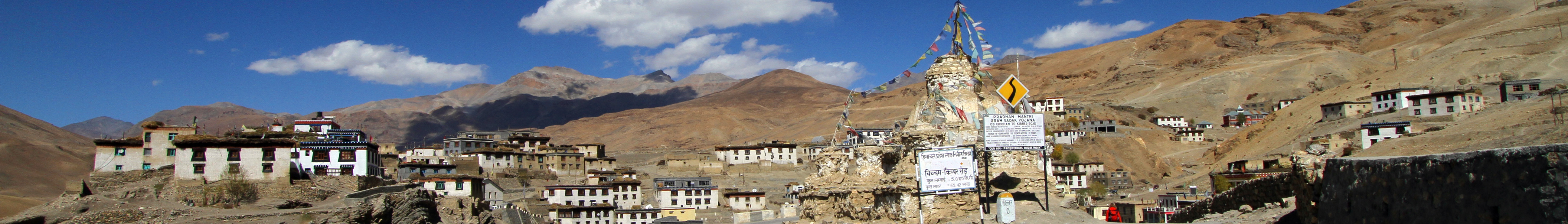
Kibber
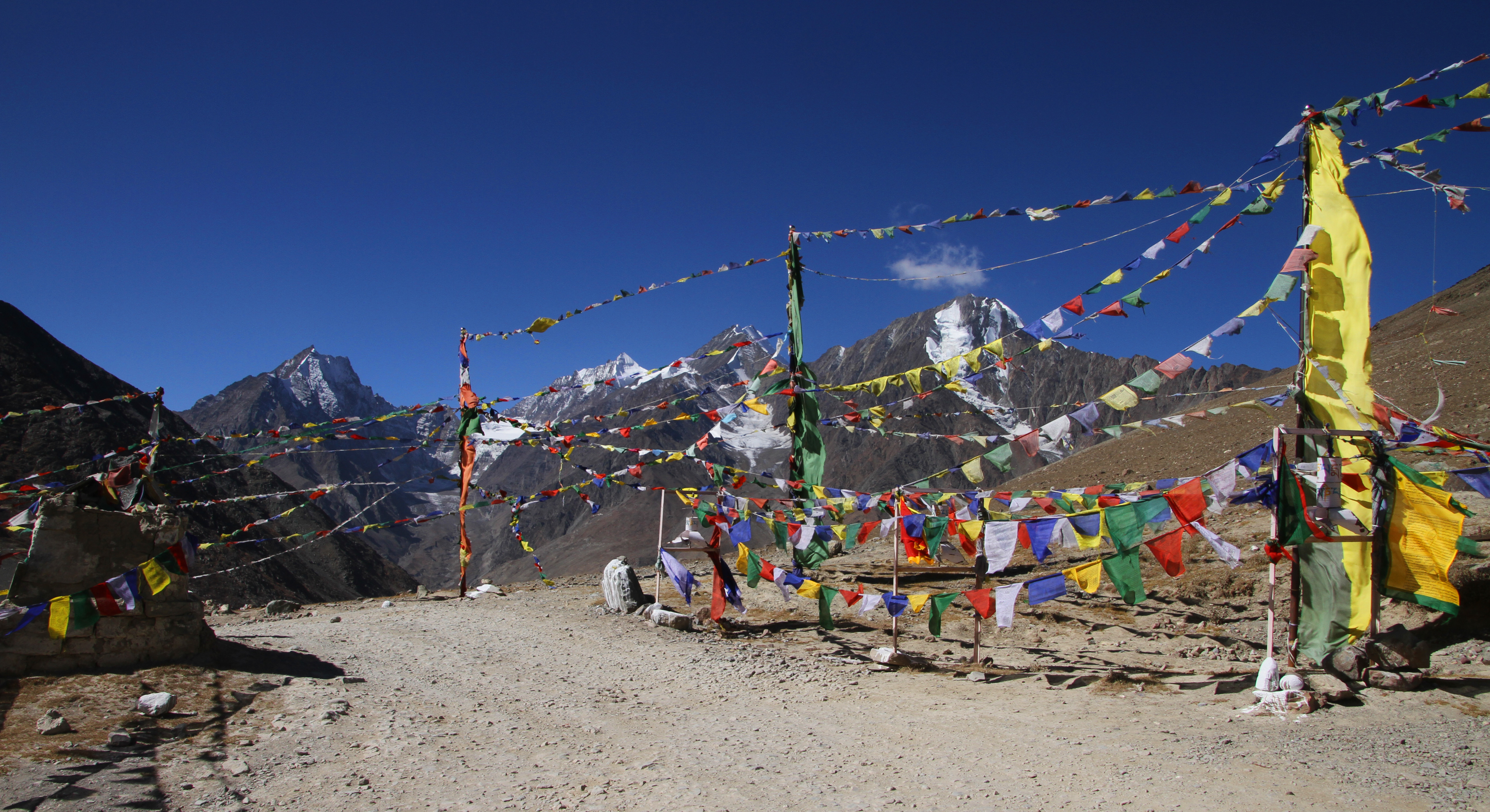
Kunzum La